# Center for Responsible Nanotechnology
Center for Responsible Nanotechnology (Centro pela Nanotecnologia Responsável, em português), conhecido pela sigla "CRN", é uma instituição sem fins lucrativos que desenvolve pesquisas e projetos sobre nanotecnologia ao redor do mundo por meio de seus mais 100 voluntários e um seleto grupo de pesquisadores considerados os mestres da nanotecnologia.
Entre este grupo destacam-se:
Mike Treder, Jamais Cascio, Chris Phoenix, Russel Brand, Tow Cowper, Nato Welch, José Luis Cordeiro, K. Eric Drexler (Considerado por muitos como o "pai da nanotecnologia"), Jerome C. Glenn, Lisa Hopper, Douglas Mulhall, Rosa Wang e Sinclair T. Wang.
Entre os vários objetivos do CRN dentro do recente campo da Nanotecnologia, é o de também idealizar regras éticas e procurar informar a sociedade das vantagens e desvantagens desta tecnologia.